# Jim Murphy (homme politique, 1967)
Pour les articles homonymes, voir Jim Murphy.
James Francis « Jim » Murphy, né le 23 août 1967, est un homme politique britannique.

## Biographie
Murphy naît à Glasgow en 1967, puis sa famille déménage en Afrique du Sud en 1980. Il rentre ensuite en Écosse pour étudier la politique et le droit de l'Union européenne à l'Université de Strathclyde. Il devient ensuite président du syndicat étudiant écossais, avant de devenir président de la National Union of Students, le principal syndicat étudiant du Royaume-Uni, de 1994 à 1996. Engagé au Parti travailliste écossais, il est député de 1997 à 2015.